# Thomas Danielsen
Thomas Nolsøe Danielsen (nascido a 24 de junho de 1983, em Fjerritslev) é um político dinamarquês, membro do Folketing pelo partido político Venstre. Ele foi eleito para o parlamento nas eleições legislativas dinamarquesas de 2011.

## Carreira política
Danielsen foi eleito pela primeira vez para o parlamento nas eleições legislativas dinamarquesas de 2011, obtendo 5.873 votos. Foi reeleito em 2015 com 8.922 votos e novamente em 2019 com 8.826 votos.